# Dobrova pri Prihovi
Dobrova pri Prihovi – wieś w Słowenii, w gminie Oplotnica. W 2018 roku liczyła 46 mieszkańców.